# Stenoma obtusa
Stenoma obtusa es una especie de polilla del género Stenoma, orden Lepidoptera.
Fue descrita científicamente por Meyrick en 1916.

## Distribución
Stenoma obtusa habita en el continente de América.